# Cribrilina dispersa
Cribrilina dispersa is een mosdiertjessoort uit de familie van de Cribrilinidae. De wetenschappelijke naam van de soort is voor het eerst geldig gepubliceerd in 1937 door O'Donoghue & de Wattevile.